# Veronica parnkalliana
Veronica parnkalliana är en grobladsväxtart som beskrevs av John McConnell Black. Veronica parnkalliana ingår i släktet veronikor, och familjen grobladsväxter. Inga underarter finns listade i Catalogue of Life.